# Vittorio Pieri
Vittorio Pieri (Torino, 1º settembre 1854 – Torino, 20 maggio 1926) è stato un attore teatrale italiano e del cinema muto.

## Biografia
Figlio dei comici Gaspare Pieri e Giuseppina Casali, appartenenti ad una importante dinastia di attori italiani, esordì in tenera età nella compagnia del padre associata a quella di Cesare Dondini. Dal 1875 militò come «secondo brillante» in varie compagnie, tra queste vi figurano quelle di Gaspare Lavaggi, Adelaide Tessero e Alamanno Morelli. In quest'ultima compagnia assunse il ruolo di «primo brillante» nel 1883.
Dal 1884 al 1887 fu capocomico in una propria compagnia teatrale, in cui vi entrò a far parte anche l'attrice Emilia Aliprandi, che sposò nel 1882. Successivamente creò un'altra compagnia con Luigi Ferrati nel 1894, e dopo questa esperienza, ritornò al ruolo di «generico», militando prima nella compagnia dei "brillanti" dal 1895 al 1897, e in seguito nella compagnia di Ermete Zacconi e poi in altre.
Scritturato dalla Tespi Film di Roma nel 1916, da allora Pieri si dedicò esclusivamente al cinema ed esordì nello stesso anno nel film La laude della vita e la laude della morte, prima produzione della casa. Come attore cinematografico fu attivo fino al 1924, in quasi quaranta pellicole, e collaborò con altre case come la Caesar Film, la Gloria Films, l'Itala Film e la Fert.

## Filmografia
- La laude della vita e la laude della morte, regia di Ugo Falena (1916)
- Cavalleria rusticana, regia di Ugo Falena (1916)
- Il ridicolo, regia di Edoardo Bencivenga (1916)
- Suor Teresa, regia di Ugo Falena (1916)
- L'ombra del sogno, regia di Vincenzo Morello (1917)
- L'ombra, regia di Mario Caserini (1917)
- Andreina, regia di Gustavo Serena (1917)
- La Bohème, regia di Amleto Palermi (1917)
- Martire!, regia di Camillo De Riso (1917)
- La nemica, regia di Ivo Illuminati (1917)
- L'edera senza quercia, regia di Suzanne d'Armelle (1918)
- Giflée, regia di Ivo Illuminati (1918)
- Baruffa, regia di Gino Zaccaria (1918)
- La vita è fumo, regia di Ivo Illuminati (1918)
- Jacopo Ortis, regia di Giuseppe Sterni (1918)
- La stirpe, regia di Ivo Illuminati (1918)
- Oltre l'oceano, regia di Renato Molinari (1918)
- La riscossa delle maschere, regia di Gustavo Zaremba de Jaracewski (1919)
- Con la maschera sul volto, regia di Renato Molinari (1919)
- I saltimbanchi, regia di Gero Zambuto (1919)
- Il povero Piero, regia di Umberto Mozzato (1921)
- Il ponte dei sospiri, regia di Domenico Gaido (1921)
- Plebe dorata, regia di Luigi Romano Borgnetto (1921)
- Il mistero di Bernardo Brown, regia di Ermanno Geymonat (1922)
- La grande passione, regia di Mario Almirante (1922)
- Sogno d'amore, regia di Gennaro Righelli (1922)
- Il controllore dei vagoni letti, regia di Mario Almirante (1922)
- L'inafferrabile, regia di Mario Almirante (1922)
- I due sergenti, regia di Guido Brignone (1922)
- La storia di Clo-Clo, regia di Luciano Doria (1923)
- La piccola parrocchia, regia di Mario Almirante (1923)
- Il fornaretto di Venezia, regia di Mario Almirante (1923)
- I Foscari, regia di Mario Almirante (1923)
- Le sorprese del divorzio, regia di Guido Brignone (1923)
- L'ombra, regia di Mario Almirante (1923)
- L'arzigogolo, regia di Mario Almirante (1924)
- Largo alle donne!, regia di Guido Brignone (1924)